# Корупція в Казахстані
Корупція в Казахстані є величезною проблемою сучасного Казахстану, яка загальмовує економічний та політичний розвиток країни. За підсумками 2019 року Казахстан у рейтингу посів 113 місце у списку зі 180 країн і набравши 34 бали зі 100, а в 2020 році посів 94 місце зі 180 країн і набравши 38 бали зі 100, а роком раніше Transparency International відвів Казахстану 12 місце (яке було поділено з кількома іншими країнами) за рівнем корумпованості. Загальний бал Казахстану тоді дорівнював 31 зі 100 можливих (при тому, що бал нижче 30 означає «нестримну корупцію»). Колишній президент Назарбаєв оголосив «священну війну» корупції та наказав вжити «10 заходів проти корупції» для боротьби з корупцією на всіх рівнях держави та суспільства. За підсумками 2014 Казахстан зайняв 126-е місце зі 175 країн світу за рівнем сприйняття корупції за версією Transparency International.
Декілька міжнародних НУО звинуватили уряд Назарбаєва в порожньому створенні видимості в антикорупційній активності. Незважаючи на головування в Організації з Безпеки та Співробітництва в Європі в 2010, деякі активісти в самій країні та за її межами стверджують, що було докладено мінімум зусиль у вирішенні проблем «утиску людських прав» та «широко поширеної корупції». Сама сім'я Назарбаєвих була впутана в серію розслідувань щодо відмивання грошей, підкупу, вбивств, які проводять уряди Західних країн. Серед даних розслідувань наводиться так званий Казахгейт, в результаті якого Міністерство юстиції США не підтвердило провину сім'ї Назарбаєвих і закрило справу у серпні 2010 року.
Міжнародна правозахисна організація Global Witness звинувачувала компанію «Казахмис» у прихованні інформації про власників і директорів компанії, вказуючи на свідчення, що вона належить особисто президентові Казахстану Нурсултану Назарбаєву.
Колишній міністр в уряді Назарбаєва, Заманбек Нуркаділов (згодом був убитий) заявив, що Назарбаєв має відповісти на звинувачення, що казахстанські чиновники прийняли мільйони доларів у вигляді хабарів від посередника для американських нафтових фірм у 1990-х роках.